# ورد إهليلجي
ورد إهليلجي (الاسم العلمي:Rosa elliptica) هو نوع من النباتات يتبع جنس الورد من الفصيلة الوردية.